# Ilio Calabresi
Ilio Calabresi (Montepulciano, 8 luglio 1931 – Sarteano, 27 febbraio 2014) è stato un medievista, paleografo e linguista italiano.

## Biografia
Ilio Calabresi è stato un appassionato studioso d'istituzioni del basso Medioevo, con particolare riguardo a Montepulciano e alla Valdichiana in generale.
La sua opera principale è sicuramente il Glossario giuridico dei testi in volgare di Montepulciano. Tale lavoro, purtroppo incompiuto (s'è fermato al IV volume), fu realizzato per conto dell'"Istituto per la documentazione giuridica del Consiglio nazionale delle ricerche", oggi "Istituto di teoria e tecniche dell'informazione giuridica".
Come linguista, corredò, con l'amico Piero Fiorelli (coautore del Dizionario d'ortografia e di pronunzia della RAI), della trascrizione fonematica tutti gli esponenti dello Zingarelli (nella sua X edizione, del 1970). La trascrizione usa l'alfabeto fonetico internazionale, ed è il primo esempio d'applicazione su larga scala di quel sistema alla lingua italiana.

## Opere

### Studi
- El breve de la Conpagnia de' chalçolari di Monte Pulciano, 1333-1337, Firenze, Istituto per la documentazione giuridica del Consiglio nazionale delle ricerche, 1977.
- Il Chiaro o Lago di Montepulciano: appunti storici con documenti inediti e riproduzioni di carte antiche, Acquaviva o Montepulciano, Cartolibreria P. Pellegrini, 1977.
- Cenni sulla storia di Chianciano Terme e sull'arme del Comune, Chianciano Terme, Amministrazione comunale, 1979.
- Contributi alla conoscenza delle arti e delle corporazioni nei secoli 17°-18°. Dalle fonti documentarie degli archivi privati e delle persone giuridiche minori (specialmente della Toscana orientale e meridionale), Firenze, Istituto per la documentazione giuridica del Consiglio nazionale delle ricerche, 1980.
- Un vocabolario cinquecentesco della lingua parlata in un codice della Magliabechiana, Firenze, Accademia della Crusca, 1985.
- Strade, storia e tradizioni popolari nella Valdichiana senese: archeologia e storia del territorio nei nomi delle vie d'Acquaviva. Il folklore della strada, Acquaviva, 1987.
- Montepulciano nel Trecento: contributi per la storia giuridica e istituzionale. Edizione delle quattro riforme maggiori (1340 circa - 1374) dello Statuto del 1337, Siena, Consorzio universitario della Toscana meridionale, 1987.
- Glossario giuridico dei testi in volgare di Montepulciano: saggio d'un lessico della lingua giuridica italiana, Firenze, Pacini, 1988.

### Biografie
Per il Dizionario biografico degli italiani della Treccani, Ilio Calabresi ha inoltre curato le biografie di:
- Benedetto Buonmattei
- Angelo Cenni, detto il Risoluto
- Giacomo Maria Cenni

## Fondazione
In suo onore, nel 2010 è stata istituita la "Fondazione Ilio Calabresi", con sede nella frazione di Acquaviva, suo paese natale.